# 瑙鲁历史
本條目介紹西太平洋島國諾魯的歷史。諾魯是世界上最小的國家之一。最初由不同的殖民者佔領、託管，直到1968年獲得獨立。隨後由於其豐富的磷酸鹽礦藏，成為世界上最富裕的國家之一。然而諾魯如今面臨嚴重的財政問題，被視為發展中國家。

## 早期历史

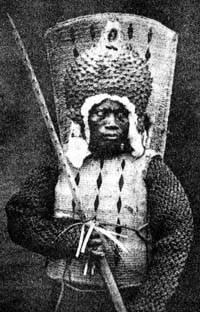
諾魯戰士，1880年

至少3000年以前，密克罗尼西亚人开始在瑙鲁居住，亦有證據顯示諾魯人擁有波利尼西亚人和美拉尼西亞人血統。瑙鲁人以椰子和露兜树果实为生，并从事水产养殖。諾魯島上原本有12個氏族部落——Deiboe、Eamwidamit、Eamwidara、Eamwit、Eamgum、Eano、Emeo、Eoraru、Irutsi、Iruwa、Iwi、Ranibok。瑙鲁国旗上的12角星代表了这12個部落。
1798年，英国船长约翰·费恩的捕鲸船路过瑙鲁，這是瑙鲁人第一次与欧洲人接触。当捕鲸船靠近時，独木舟驶上前去。双方的船员都没有登上对方船只，但是费恩对这座島和島上人民持有正面印象，所以將此岛取名为“愉悦岛”。

## 諾魯內戰
因為酒精和火器的傳入，从1878年起發生長達10年的諾魯內戰，島民分裂成南北兩派，一方效忠國王阿维达，一方反抗國王。1888年德意志帝國介入了這場戰爭，使支持國王的勢力獲勝。諾魯人口在內戰中從1400人（1843年）減少到約900人（1888年），銳減了36%。

## 德国保护地

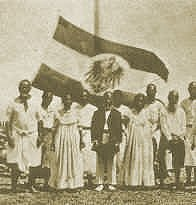
德国兼併諾魯典禮，1888年10月2日

根據1886年的《英德西太平洋宣言》，德意志帝國獲得併吞諾魯的機會。在諾魯內戰的尾聲中，德国将此岛并入德屬紐幾內亞。1888年10月1日，德國載有36人的砲艦登陸諾魯，帶走了12位酋長並軟禁他們。隔天舉行了兼併儀式，開始實行長達30年的統治。
1900 年，探礦者亞伯特·埃利斯在諾魯發現了磷酸鹽礦。英國的太平洋磷酸鹽公司根據與德國的協議於 1906 年開始開採礦物，隔年出口了第一批貨物。

## 兩次大戰期間的託管
1914年，随着第一次世界大战爆发，瑙鲁被澳洲军队占领，之后交由英国控制直到1920年。澳洲、紐西蘭、英國三方在1919年签署《諾魯島協議》，建立英國磷酸鹽委員會。这个委员会具有采集磷酸盐的权力。1923年，国际联盟委任澳洲託管瑙鲁，紐西蘭和英國是共同受託國。

## 第二次世界大战

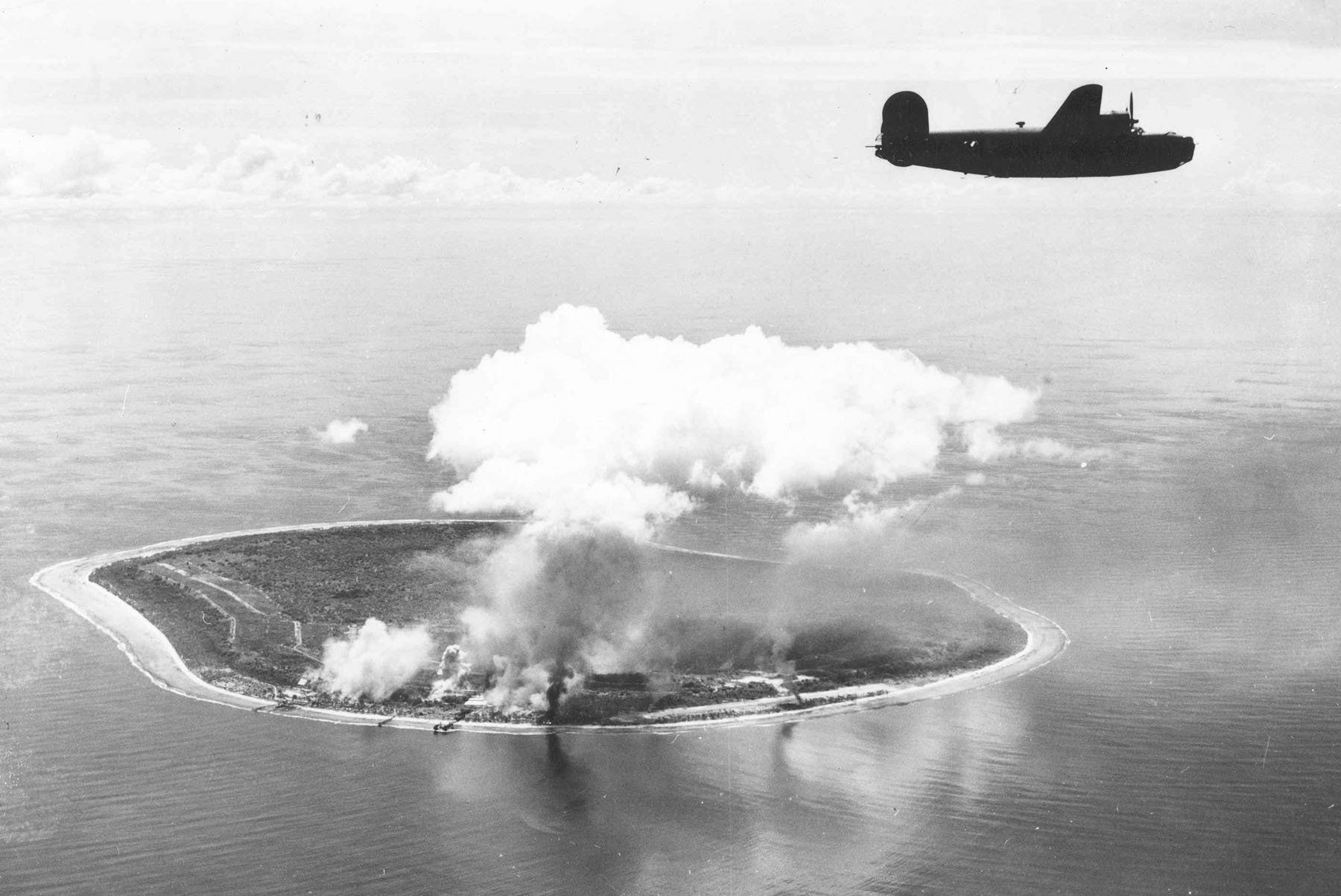
日本佔領下的諾魯島被美國第七航空隊的B-24轟炸機攻擊

第二次世界大戰期間，諾魯遭受軸心國和同盟國的嚴重破壞。1940年12月6日至7日，納粹德國的輔助巡洋艦擊沉了四艘商船，又砲擊了諾魯的磷酸鹽礦區、石油儲存庫和港口懸臂梁。這些攻擊嚴重衝擊澳洲和紐西蘭的磷酸鹽供應（主要用於彈藥和化肥）。
1941年12月8日（美國時間12月7日）大日本帝國發動珍珠港事件，太平洋戰爭爆發。1942年2月23日，法國驅逐艦勝利號（Le Triomphant）協助一些歐洲人和中國人撤離。同年8月26日，日軍透過RY作戰佔領諾魯，逮捕了滯留的歐洲人，並處決了其中7位。日本佔領期間，諾魯人受到日軍的虐待。據稱有三十九名痲瘋病患者被裝上船、拖到海上射死。1500名日本和韓國工人在諾魯修建機場（後來成為諾魯國際機場），另外275名諾魯人和吉里巴斯人被強迫勞動。這些機場於1943年3月25日首次遭到美軍轟炸，導致食品供應無法空運到諾魯。1943年，日本人強迫1200名諾魯人到楚克群島當勞工。1945年9月13日，指揮官副田久幸率領日軍向澳洲皇家海軍和陸軍投降，諾魯脫離日本控制。先前到楚克群島的諾魯人當中只有700多人在嚴苛的環境下存活下來，1946年1月被遣返。

## 獨立建國

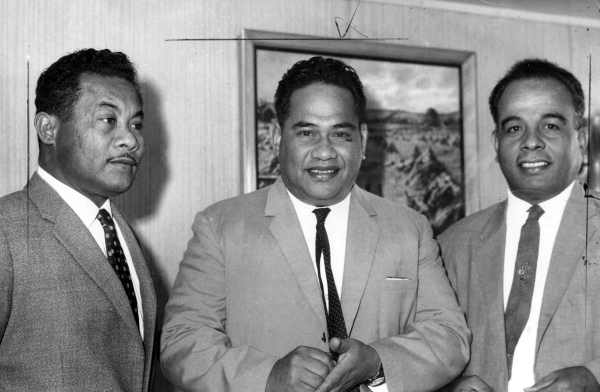
諾魯首任總統哈默·德罗伯特（中）

1966年1月，諾魯成立自治政府，經過兩年的制憲會議後，諾魯共和國於1968年1月31日正式獨立。首任總統是哈默·德羅伯特。
1967年，諾魯人民購買了英國磷酸鹽礦委員會的資產。1970年6月，這筆資產的控制權移交給當地人持有的諾魯磷酸鹽礦公司。從磷酸鹽礦開採中獲得的資金被投入「諾魯磷酸鹽礦特許權信託基金」，使諾魯的人均GDP一度排名世界第二（僅次於阿拉伯聯合大公國），也是第三世界之中生活水準最高的國家之一。
1989年，諾魯向國際法院對澳洲提起法律訴訟，控訴澳洲託管諾魯期間未能補救磷礦開採造成的環境破壞。就「特定磷酸鹽礦土地：諾魯訴澳洲」一案，雙方就達成庭外和解，協議復原開採完的區域。
1999年，諾魯加入聯合國，成為第187個會員國。